# Policoro
 Policoro je grad na jugu Italije, u talijanskoj regiji Basilicata (bivša Lucania), u pokrajini Matera.
Mateponto danas ima oko 15 000 stanovnika, smješten je na obali Jonskog mora, u Tarantskom zaljevu, nedaleko od mjesta gdje se rijeka Agri ulijeva u more.
U široj okolic nalaze se ostaci naselja iz vremena Velike Grčke koje se naziva Heraclea Lucania (Heracleia i Herakleia).